# Muzeum Muncha w Oslo
Muzeum Muncha (norw. Munch-museet) w Oslo – placówka muzealna w stolicy Norwegii, zajmująca się gromadzeniem i opracowywaniem zbioru dzieł norweskiego malarza Edvarda Muncha (1863–1944).
Zasadniczą część muzealiów stanowi ok. 1100 obrazów, 4500 rysunków, 18 000 grafik, kilka rzeźb oraz zdjęcia i osobiste pamiątki, które artysta zapisał w testamencie miastu Oslo. Muzeum otwarte zostało w 1963. Do 2021 jego siedziba mieściła się w dzielnicy Tøyen we wschodniej części centrum Oslo. W 2021 roku otworzono nową siedzibę Muzeum, położoną w centrum Oslo nad fiordem, w Bjørvika. 